# Choresine
Genre
Synonymes
- Carphurotroglops Pic, 1917

Choresine est un genre de coléoptères de la famille des Melyridae.
Ces insectes contiennent de faible dose de batrachotoxine, et pourraient être la source du poison trouvé dans la peau de certaines grenouilles tropicales (du genre Phyllobates) et chez certains oiseaux vénéneux du genre Pitohui mais aussi chez l'Ifrita de Kowald.

## Liste d'espèces
- Choresine advena Pascoe, 1860
- Choresine buruensis Champion, 1923
- Choresine magnioculata Wittmer, 1973
- Choresine moluccana Champion, 1923
- Choresine neogressittiana Wittmer, 1973
- Choresine nigroviolacea Champion, 1923
- Choresine pulchra (Pic, 1917)
- Choresine reductorugata Wittmer, 1973
- Choresine rufiventris Wittmer, 1973
- Choresine rugiceps Wittmer, 1973
- Choresine semiopaca Wittmer, 1973